# Landkreis Börde
Landkreis Börde is een Landkreis in de Duitse deelstaat Saksen-Anhalt. Het is tijdens de tweede herindeling van Saksen-Anhalt op 1 juli 2007 ontstaan uit de Landkreisen Bördekreis en Ohrekreis. De Landkreis telt 170.567 inwoners (31 december 2020) op een oppervlakte van 2.366,25 km². De hoofdplaats is Haldensleben. De Landkreis is bekend van de opslagplaats voor radioactief afval Morsleben.

## Steden en gemeenten
Börde is bestuurlijk in de volgende steden en gemeenten onderverdeeld (inwoneraantal op 31-12-2020):
Eenheidsgemeenten
1. Barleben (9.178)
2. Haldensleben, stad (19.133)
3. Hohe Börde (Bestuurscentrum te Irxleben) (18.707)
4. Niedere Börde (Bestuurscentrum te Groß Ammensleben) (7.072)
5. Oebisfelde-Weferlingen, stad (13.555)
6. Oschersleben, stad (19.396)
7. Sülzetal (Bestuurscentrum te Osterweddingen) (8.894)
8. Wanzleben-Börde (13.716)
9. Wolmirstedt (11.376)

Verbandsgemeinden met deelnemende gemeenten

* = Bestuurscentrum van de Verbandsgemeinde

| - 1. Verbandsgemeinde Elbe-Heide 1. Angern (1.969) 2. Burgstall (1.479) 3. Colbitz (3.224) 4. Loitsche-Heinrichsberg (975) 5. Rogätz * (2.185) 6. Westheide (1.719) 7. Zielitz (1.843) - 2. Verbandsgemeinde Flechtingen 1. Altenhausen (1.041) 2. Beendorf (872) 3. Bülstringen (893) 4. Calvörde (3.381) 5. Erxleben (2.805) 6. Flechtingen * (2.819) 7. Ingersleben (1.339) | - 3. Verbandsgemeinde Obere Aller 1. Eilsleben * (3.738) 2. Harbke (1.790) 3. Hötensleben (3.549) 4. Sommersdorf (1.365) 5. Ummendorf (953) 6. Völpke (1.230) 7. Wefensleben (1.713) | - 4. Verbandsgemeinde Westliche Börde 1. Am Großen Bruch (2.079) 2. Ausleben (1.621) 3. Gröningen, stad * (3.556) 4. Kroppenstedt, stad (1.402) |

Altenhausen ·
Am Großen Bruch ·
Angern ·
Ausleben ·
Barleben ·
Beendorf ·
Bülstringen ·
Burgstall ·
Calvörde ·
Colbitz ·
Eilsleben ·
Erxleben ·
Flechtingen ·
Gröningen ·
Haldensleben ·
Harbke ·
Hohe Börde ·
Hötensleben ·
Ingersleben ·
Kroppenstedt ·
Loitsche-Heinrichsberg ·
Niedere Börde ·
Oebisfelde-Weferlingen ·
Oschersleben (Bode) ·
Rogätz ·
Sommersdorf ·
Sülzetal ·
Ummendorf ·
Völpke ·
Wanzleben-Börde ·
Wefensleben ·
Westheide ·
Wolmirstedt ·
Zielitz